# 三灶島萬人墳
三灶島萬人墳是位於中华人民共和国广东省珠海市金湾区三灶镇的萬人塚，为纪念中国抗日战争期间的三灶大屠殺死难者而建，是第七批全国重点文物保护单位。

## 历史
1938年2月，6000余侵华日军在三灶岛莲塘湾登陆:82:505。武装占领三灶后，日军修建机场、碉堡、弹药库等工事，试图将其建成入侵华南的军事基地。上表村一祠堂和周边民房被改成慰安所。为保障粮食供给，约400人的冲绳县农业移民团被派到岛上。同年4月，日军开办日本移民团“兴亚国民第一学校”，和奴化教育中国人的“兴亚国民第二学校”:105-107。 
1937年11月日军首次入侵三灶后，当时的中山县府组建了社训大队。公安局长蔡栋村兼任大队长，副大队长为吴发。1938年2月，日军再次入侵时，社训大队进行了反抗。同年3月，社训队在小霖岛伏击日军船只，击毙40余人。日军后放火焚烧岛上民房，杀戮岛上居民。同年4月10日，吴发等34人潜入三灶岛突袭日军营，击毙20余人，斩首数人，得到各界称赞。媒体对此纷纷报道，粤港记者还发表了《人头作酒杯，痛饮胡虏血》访问专记。:109-110
1938年4月12日，日军派10余架飞机侦察无果后，迁怒于三灶居民，先后对鱼堂、月堂、列圣、北水等乡狂轰滥炸，进行报复。次日，日军开始对全岛实行三光政策，大规模屠杀岛上居民。3264间民房，164艘渔船、36个村庄被烧毁。同年4月14日，日军在草塘沙岗、莲塘沙拦、春园祠堂、石湾关帝庙、鱼林先锋坑、青湾等地又杀戮2000余人。:109-110
抗战胜利后，三灶岛人民在华侨和港澳同胞的捐助下，将大屠杀受难者尸骨收集埋葬于茅田、鱼弄两地，分别建“万人坟”和“千人坟”。1969年，进行了重建。1979年，珠海市政府拨款将“万人坟”迁至圣堂村竹沥的山坡，重建。1983年，“万人坟”和“千人坟”被列为广东省文物保护单位:82:112。2013年3月，“万人坟”与“千人坟”、日本摩崖文字、日军慰安所、兴亚第一国民学校、兴亚第二国民学校等日军侵华遗址一起被国务院列为第七批全国重点文物保护单位。

## 建筑

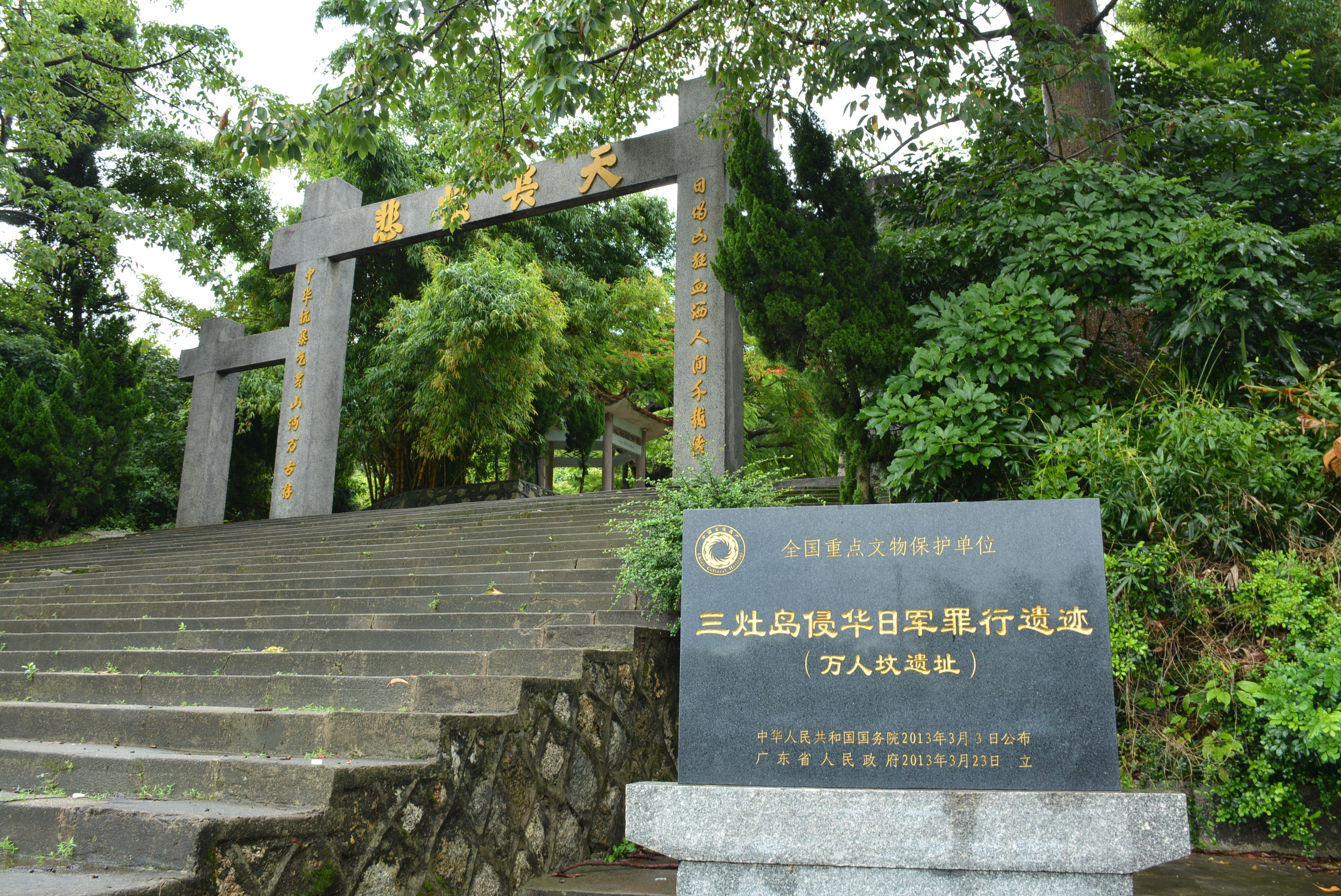
珠海三灶岛万人坟牌坊

1949年所建“万人坟”位于三灶岛茅田村东，由牌坊、纪念碑和坟墓组成，占地约500平方米。牌坊对联书“建斯坟纪斯迹聊以苦果死后魂，饮敌血寝敌皮未能忘却生前恨”，横额书“万古英风”。1969年重建时，纪念碑写有“三灶岛三·一三死难同胞纪念碑”。牌坊对联书“怒群魔凛气浩存惊天地，追穷寇革命到底赤全球”，横额书“飞雄壮节”。:82:112
1979年迁至圣堂村竹沥山坡后，坟墓、纪念碑和牌坊被重建，还新建了两座凉亭，占地扩大到约1万平方米。混凝土结构的牌坊，对联书“日伪凶狂血洒人间千载愤，中华抗暴气贯山河万古存”，横额书“悲恨长天”。纪念碑高6米，为砖石混凝土结构，上面阳书“三灶岛三·一三死难同胞纪念碑”。碑座大理石碑记阴文刻有：:82:112
|  | 一九三八年农历一月十七日上午十一时，日本帝国主义以六千余兵力在三灶莲塘湾登陆。日伪互相勾结，对三灶同胞施行惨绝人寰的“三光”政策。三月十二日，鱼弄首遭洗劫，村民被日寇用麻绳捆绑，铁线穿掌，集体屠杀，洒油烧尸，遇难同胞三百八十六人。十三日下午七时，日寇在全岛三十六条村庄同时放火，烧了三千二百六十四间房屋，一百六十四艘渔船。十四日又在草塘沙岗、莲塘沙栏、春园祠堂、石湾关帝庙、鱼林先锋坑、青湾等地实行大屠杀。男的用木棒打死，女的先强奸后砸死或戮死，小孩抛入水中淹死，全岛尸横遍野，断壁残垣。沦陷八年中，被杀害同胞二千八百九十一人，饿死三千五百多人，卖儿卖女一百八十六人。在日寇面前，爱国同胞并无屈服，断电线，毁工事，夺武器，砍强盗，开展抗暴斗争。抗战后，三灶人民将死难同胞尸骨搜集埋葬。一九四八年，华侨捐款在上茅田村建了“万人坟”。一九六九年曾修建一次，今再迁至竹沥重建立碑，对人民进行爱国主义教育。寄托哀思。一九七九年农历三月十三日立。 |